# Christopher Morahan
Christopher Thomas Morahan (Londra, 9 luglio 1929 – Londra, 7 aprile 2017) è stato un regista britannico.

## Biografia
Nato a Londra dallo scenografo Tom Morahan e Nancy Barker, Christopher Morahan studiò recitazione all'Old Vic ed entrò nel mondo dello spettacolo come attore, lavorando con Orson Welles nella sua tournée dell'Otello. 
Successivamente lavorò come regista per il piccolo schermo, anche se ottenne i suoi maggiori successi a teatro. Tra le sue numerose regie per le scene londinesi si ricordano quello di Riccardo III (1979) e Uomo e superuomo (1980) per il National Theatre e L'importanza di chiamarsi Ernesto per il West End londinese. Per la sua regia del dramma Wild Honey vinse il Laurence Olivier Award al miglior regista nel 1984. Ha inoltre diretto cinque film per il cinema, tra cui Diamanti a colazione con Marcello Mastroianni.
Dal primo matrimonio con Joan Lucie Murray, contratto nel 1973, ebbe due figli e, una volta rimasto vedovo, si risposò con Anna Carteret, da cui ebbe due figlie, tra cui l'attrice Hattie Morahan.

## Filmografia parziale
- Diamanti a colazione (Diamonds for Breakfast) (1968)